# 강한 불가리아를 위한 민주당

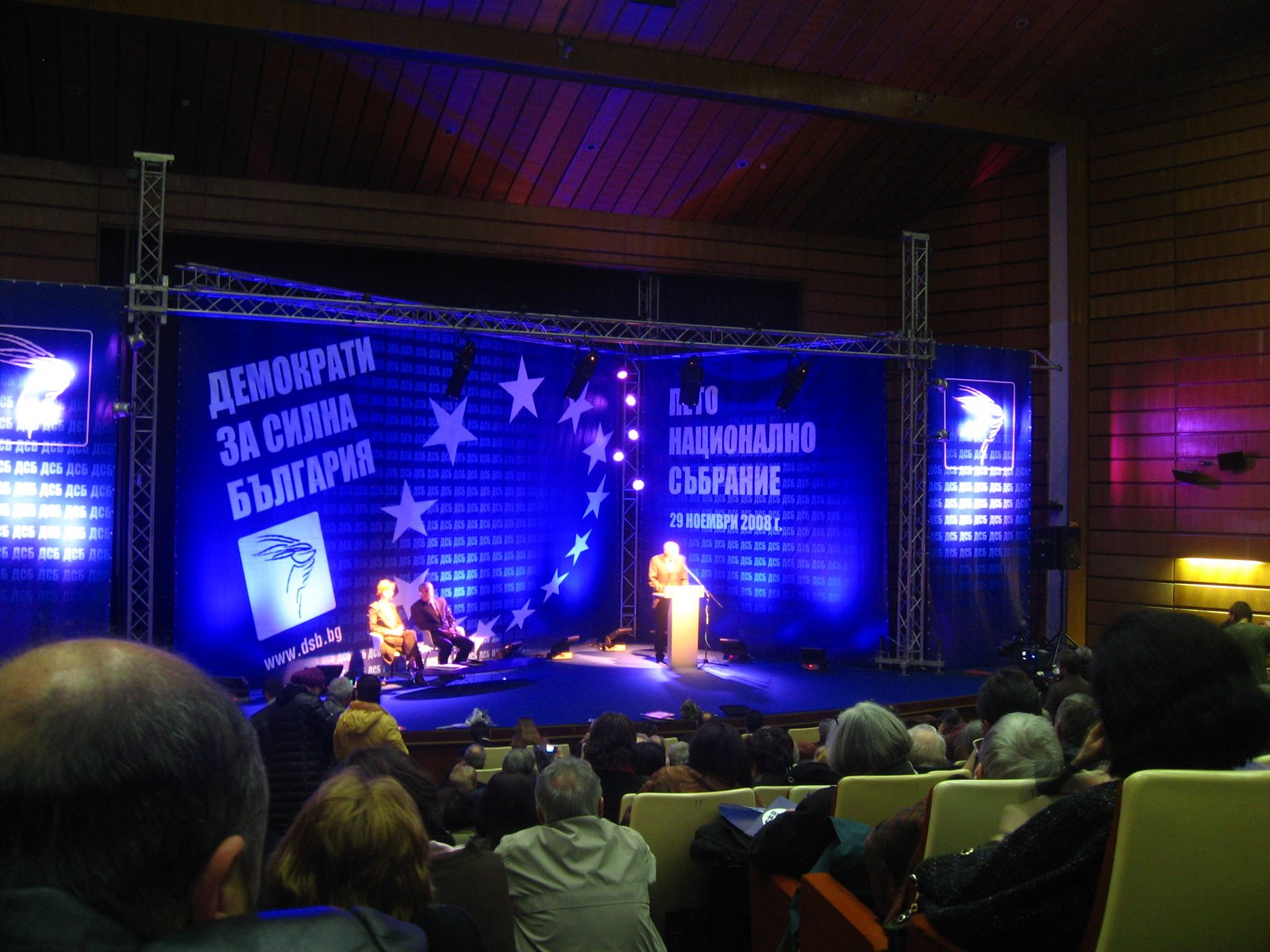

강한 불가리아를 위한 민주당(불가리아어: Демократи за силна България, Demokrati za silna Bălgarija, ДСБ, DSB)은 2004년 불가리아에서 만들어진 보수주의 정당이다.